# 陸軍指揮幕僚監部
陸軍指揮幕僚監部（りくぐんしきばくりょうかんぶ、ドイツ語：Führungsstab des Heeres）は、かつてドイツ連邦国防省の下で組織されていたドイツ連邦軍の五大指揮幕僚監部の一つで、ドイツ連邦陸軍における最高幕僚機関であった。

## 概要
1957年11月に設立され、ノルトライン＝ヴェストファーレン州ボンに所在している。総監部は軍人180名と文民職員で構成される。
陸軍指揮幕僚監部は陸軍総監が最高幹部を務める。最高幹部たる総監には陸軍中将があてられ連邦国防大臣を補佐する。副総監にも陸軍中将の階級があてられている。全軍指揮幕僚監部と連邦軍総監の下で連邦軍全体の構想の実現と発展に寄与すべく陸軍の各種活動を統制する。
総監部は陸軍の最高機関として機能し、総監部の幕僚は人員・資器材を準備し陸軍の作戦即応性を確保する。これを実現するため総監部の直下には以下のように2つの組織が置かれる。
- 陸軍指揮司令部
- 陸軍局

上記のように現在のドイツ連邦陸軍の組織は大きく二大系統に分かれている。さらに、総監部は陸軍総監および連邦国防大臣が執務不能の際にこれを支援する。

## 内部組織
陸軍指揮幕僚監部は3つの幕僚部と15の課で構成される。この他に人事業務（Fü H / Pers）と中枢業務（Fü H/Z）を担当する課が総監の直轄系統下におかれている。
- 第1陸軍幕僚部（Fü H I、人事・教育・組織）
  - 内部統御・人員構造・人事政策業務
  - 人員計画・予備役兵業務
  - 教育訓練
  - 組織・配備・原則業務
  - 部隊および部局編成・戦力および装備証明・個別業務組織

- 第2陸軍幕僚部（Fü H II、計画・戦力運用・兵站）
  - 連邦軍計画・計画原則および手続
  - 分担金・予算および財務計画・管理
  - 多国籍後方支援・陸軍資材経営・運用支援業務
  - 国際軍備協力・権能統合化能力分析部会・装備業務
  - 陸軍資材準備・運用業務

- 第3陸軍幕僚部（Fü H III、指導・構想・運用原則）
  - 陸軍多国籍協力・陸軍実働および部隊指揮原則業務
  - 構想および能力分析
  - 陸軍発展および検討研究
  - 陸軍運用任務・陸軍援助・陸軍動員および警戒
  - 陸軍指揮支援原則業務

## 主要幕僚
総監についてはドイツ連邦軍陸軍総監を参照。
| 代 | 氏名                                                                         | 着任          | 離任           |
| -- | ---------------------------------------------------------------------------- | ------------- | -------------- |
| 1  | ペーター・フォン・デア・グレーベン陸軍准将 Peter von der Groeben             | 1957年        | 1957年         |
| 2  | ヘルムート・レーゲラー陸軍准将 Hellmuth Laegeler                             | 1957年        | 1958年         |
| 3  | ヨアヒム・シュヴァルトロ＝ゲステルリンク陸軍少将 Joachim Schwatlo-Gesterding | 1958年        | 1960年9月      |
| 4  | レオ・ヘップ陸軍少将 de:Leo Hepp                                             | 1960年10月    | 1961年9月30日  |
| 5  | カール・ヴィルヘルム・ティオ陸軍少将 de:Karl Wilhelm Thilo                   | 1961年10月1日 | 1964年12月31日 |
| 6  | ヨーゼフ・モル陸軍少将 de:Josef Moll                                         | 1965年1月1日  | 1966年8月24日  |
| 7  | フーベルト・ゾネック陸軍少将 Hubert Sonneck                                  | 1966年9月8日  | 1968年9月30日  |
| 8  | カール・シュネル陸軍少将 de:Karl Schnell (General)                           | 1968年10月1日 | 1968年11月     |
| 9  | ヘルムート・ガラサイ陸軍少将 de:Helmut Grashey                               | 1968年11月    | 1969年12月     |
| 10 | エルンスト・フェルバー陸軍中将 de:Ernst Ferber                               | 1970年1月     | 1971年9月30日  |
| 11 | ジークフリート・シュルツ陸軍中将 Siegfried Schulz                            | 1971年10月1日 | 1974年9月30日  |
| 12 | リューディガー・フォン・ライヒェルト陸軍中将 de:Rüdiger von Reichert         | 1974年10月1日 | 1976年12月15日 |
| 13 | ルドルフ・レイヒェンベルガー陸軍中将 Rudolf Reichenberger                    | 1977年1月     | 1979年9月30日  |
| 14 | エーベルハルト・ブラント陸軍中将 Eberhard Burandt                            | 1979年10月1日 | 1983年3月31日  |
| 15 | ハインツ・カッシュ陸軍中将 Heinz Kasch                                       | 1983年4月1日  | 1986年3月31日  |
| 16 | ヴォルフガング・マレヒャ陸軍中将 Wolfgang Malecha                            | 1986年4月1日  | 1988年3月31日  |
| 17 | ハラルド・シュルツ陸軍中将 Harald Schulz                                     | 1988年4月1日  | 1992年3月31日  |
| 18 | ハルトムート・バッガー陸軍中将 Hartmut Bagger                                | 1992年4月1日  | 1994年3月31日  |
| 19 | ヴィンフリート・ヴィーク陸軍中将 Winfried Weick                              | 1994年4月1日  | 1997年         |
| 20 | エドガー・トロスト陸軍中将 Edgar Trost                                       | 1997年        | 2000年         |
| 21 | ゲルト・グーデア陸軍中将 de:Gert Gudera                                      | 2000年10月1日 | 2001年3月28日  |
| 22 | マンフレート・ディートリッヒ陸軍中将 Manfred Dietrich                        | 2001年        | 2005年3月1日   |
| 23 | ユルゲン・ベンネッケ陸軍中将 de:Jürgen Ruwe                                  | 2005年3月1日  | 2006年1月      |
| 24 | ギュンター・ヴァイラー陸軍中将 de:Günter Weiler                              | 2006年3月1日  | 2010年春       |
| 25 | ブルーノ・カスドルフ陸軍中将 de:Bruno Kasdorf                                | 指名          |                |

| 代 | 氏名                                                                              | 着任          | 離任          |
| -- | --------------------------------------------------------------------------------- | ------------- | ------------- |
| 1  | ハンス＝ゲオルク・ビーダーマン陸軍少将 Hans-Georg Biedermann                      | 1971年4月1日  | 1974年3月31日 |
| 2  | アレクザンサー・フレヴァルト＝ニーダーマイン陸軍少将 Alexander Frevert-Niedermein | 1974年4月1日  | 1976年9月30日 |
| 3  | パウル＝ゲオルク・クレッフェル陸軍少将 Paul-Georg Kleffel                         | 1976年10月1日 | 1978年3月31日 |
| 4  | エーベルハルト・エーリヒ・ブラント陸軍少将 Eberhard Erich Burandt                 | 1978年4月1日  | 1979年9月30日 |
| 5  | ハンス＝ヨアヒム・マック陸軍少将 de:Hans-Joachim Mack                             | 1979年10月1日 | 1981年3月31日 |
| 6  | ゲルハルト・デッケルト陸軍少将 Gerhard Deckert                                    | 1981年4月1日  | 1983年3月31日 |
| 7  | ハラルド・シュルツ陸軍少将 Harald Schulz                                          | 1983年4月1日  | 1985年6月30日 |
| 8  | ハルトムート・ベーレント陸軍少将 Hartmut Behrendt                                 | 1985年7月1日  | 1987年9月30日 |
| 9  | エルンスト・クラフッス陸軍少将 Ernst Klaffus                                      | 1987年10月1日 | 1990年3月31日 |
| 10 | ハンズヨーン・ブーズ陸軍少将 Hannsjörn Boes                                       | 1990年4月1日  | 1991年9月30日 |
| 11 | ヴィンフリート・ヴィーク陸軍少将 Winfried Weick                                   | 1991年10月1日 | 1994年3月31日 |
| 12 | カルステン・オルトマンス陸軍少将 Karsten Oltmanns                                 | 1994年4月1日  | 1997年        |
| 13 | ノルベルト・ファン・ハイスト陸軍少将 de:Norbert van Heyst                         | 1997年        | 2000年        |
| 14 | ロルフ・ベルント陸軍少将 Rolf Bernd                                               | 2000年        | 2002年        |
| 15 | ハンス＝オットー・ブッデ陸軍少将 de:Hans-Otto Budde                               | 2002年9月1日  | 2004年3月2日  |
| 16 | フォルカー・ヴィーカー陸軍少将 Volker Wieker                                      | 2004年3月3日  | 2007年10月1日 |
| 17 | ヴェルナー・フリエルス陸軍少将 de:Werner Freers                                   | 2007年10月1日 | 2010年春      |
| 18 | フォルカー・ハルバウアー陸軍少将 de:Volker Halbauer                               | 2010年3月24日 |               |